# 皇家都靈體操協會
皇家都靈體操協會（Reale Società Ginnastica di Torino）是位於意大利都靈的綜合運動俱樂部，1844年3月17日成立，為義大利歷史最悠久的體育組織。其最著名事蹟為1897年設立足球部門參與意大利足球錦標賽。

## 足球部門
1897年該俱樂部成立足球部門，參與由義大利國家體育協會（FNGI）主辦的「聯邦足球競賽」（Concorsi Federali di Calcio），此賽事早於意大利足球錦標賽存在。俱樂部首度參賽即奪冠。
1898年是俱樂部重要年份，除參與首屆意甲聯賽外，更於5月8日在都靈翁贝托一世自行车馆舉行的準決賽中，以1-2敗給熱那亞。同年再度奪得聯邦足球競賽冠軍，決賽擊敗PG費拉拉。
1899年賽季俱樂部啟用位於都靈聖麗塔區的「阿爾米廣場球場」作為主場。在淘汰賽2-0擊敗FBC都靈後，次週即以0-2負於都靈國際。此後三年參賽皆於首輪出局（包含1901年0-5慘敗尤文圖斯），最終足球部門於1902年停止競賽活動。

## 榮譽
- 聯邦足球競賽
  - 冠軍：1897年、1898年

## 其他運動項目
該俱樂部還進行各種其他體育活動，包括柔道、藝術體操、籃球和聯合橄欖球。在後者中在1947年贏得了意大利國家聯賽。

## 外部連結
- 官方網站